# 레온하르트 슈토크
레온하르트 슈토크(독일어: Leonhard Stock, 1958년 3월 14일~)는 오스트리아의 알파인 스키 선수로 1980년 동계 올림픽 남자 활강 부문에서 금메달을 획득하였다.